# Jan Oterdahl
Jan Anders Oterdahl, född 22 juni 1919 i Lund, död 14 juli 2005 i Stockholm, var en svensk officer i Flottan och senare Flygvapnet.

## Biografi
Oterdahl blev fänrik i Flygvapnet 1941 vid Skånska flygflottiljen (F 10). Han befordrades till löjtnant vid Bråvalla flygflottilj (F 13) 1943, till kapten 1948, till major 1954, till överstelöjtnant 1960, till överste 1965 och till överste av 1:a graden 1968.
Oterdahl inledde sin militära som flygare vid Skånska flygflottiljen (F 10), där han kom att tjänstgöra åren 1941–1943. Åren 1943–1947 tjänstgjorde han vid Bråvalla flygflottilj (F 13). 1946 gjorde han studiebesök hos RAF i Storbritannien, och 1951 hos franska flygvapnet. 1961–1965 var han chef för Operationsavdelningen vid Flygstaben. 1965–1966 var han flottiljchef vid Norrbottens flygflottilj (F 21). 1966–1977 var han chef för Sektion 1 vid Flygstaben. Oterdahl avgick som överste av 1:a graden 1977.
Oterdahl gifte sig 1953 med Ingrid Heurlin; tillsammans fick de ett barn, Anders.

## Utmärkelser
- Riddare av Svärdsorden, 1959.[1]
- Kommendör av Svärdsorden, 6 juni 1968.[2]
- Kommendör av första klassen av Svärdsorden, 5 juni 1971.[3]